# Liste der Stolpersteine in der Provinz Málaga

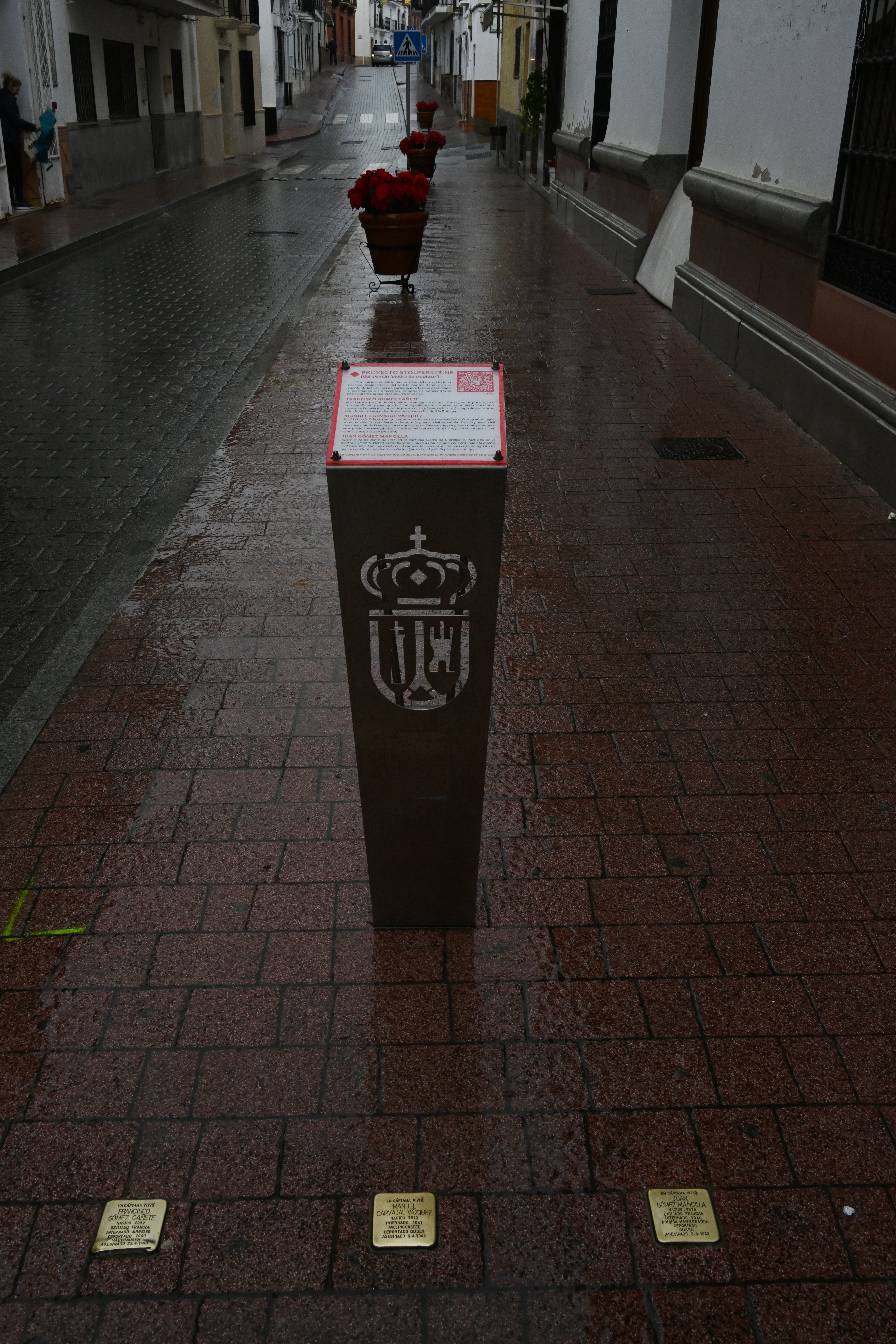
Die ersten Stolpersteine der Provinz in Cártama

Die Liste der Stolpersteine in der Provinz Málaga enthält die Stolpersteine, die in der Provinz Málaga in Spanien verlegt wurden. Stolpersteine sind ein Projekt des Künstlers Gunter Demnig. Sie erinnern an das Schicksal der Menschen, die von den Nationalsozialisten ermordet, deportiert, vertrieben oder in den Suizid getrieben wurden und liegen im Regelfall vor dem letzten selbstgewählten Wohnsitz des Opfers.
Die ersten Verlegungen in Spanien erfolgten am 9. April 2015 in Navàs. In der Provinz Málaga fanden die ersten Verlegungen am 15. September 2022 in Cártama statt. Auf Spanisch werden sie piedras de la memoria (Erinnerungssteine) genannt.

## Verlegte Stolpersteine
Laut Angaben von Asociación Triángulo Azul Stolpersteine de Córdoba y Jaén, jener Organisation, die die meisten Verlegungen organisiert hat, lagen Ende 2024 insgesamt 200 Stolpersteine in Andalusien, die meisten davon in der Provinz Córdoba (168). Am Projekt beteiligt sind auch die Provinzen Granada (20), Cádiz (5), Málaga (3), Sevilla (2) und Jaén (1).

### Cártama
In Cártama  wurden drei Stolpersteine verlegt.
| Stolperstein | Übersetzung | Verlegeort                   | Name, Leben                         |
| ------------ | --- | ---------------------------- | ----------------------------------- |
|              | IN CÁRTAMA LEBTE MANUEL CARVAJAL VÁZQUEZ GEBOREN 1910 INTERNIERT 1941 FALLINGBOSTEL DEPORTIERT GUSEN ERMORDET 9.4.1942                    | C. Juan Carlos I, 47 Cártama | Manuel Carvajal Vázquez (1910–1942) |
|              | IN CÁRTAMA LEBTE FRANCISCO GÓMEZ CAÑETE GEBOREN 1912 EXIL IN FRANKREICH INTERNIERT ARGELES DEPORTIERT 1940 MAUTHAUSEN ERMORDET 22.4.1941  | C. Juan Carlos I, 47 Cártama | Francisco Gómez Cañet (1912–1941)   |
|              | IN CÁRTAMA LEBTE JUAN GÓMEZ MANCILLA GEBOREN 1918 EXIL IN FRANKREICH INTERNIERT 1940 Lager HAMMERSTEIN DEPORTIERT GUSEN ERMORDET 3.9.1942 | C. Juan Carlos I, 47 Cártama | Juan Gómez Mancilla (1918–1942)     |

## Verlegedatum
- 15. September 2022

2025 werden weitere Stolpersteine in dieser Provinz, in Almogía, verlegt werden. Sie werden an die Schicksale von Pedro Leiva Pino, Pedro Díaz González und Rafael Martín Morales erinnern.